# Groene glibberzwam
De groene glibberzwam (Leotia lubrica) is een schimmel die behoort tot de familie Leotiaceae. Hij wordt gevonden onder zowel naald- als loofbomen en verteert dood hout. De vruchtlichamen worden gevormd van de late lente tot de herfst en groeien deels onder de grond, ze zijn ook ontdekt onder zandduinen.

## Kenmerken

### Uiterlijke kenmerken
Vruchtlichaam
De paddenstoelen zijn duidelijk gesteeld met een abrupt geplaatste bolle kop met een gekromde, golvende rand, waarop het hymenium is gevormd en die tussen 0,5 en 4,0 cm breed is. De kleur varieert tussen groen-geelachtig en olijfbruin, de onderzijde is lichter. De gelatineuze consistentie is typisch. Het hoofd voelt plakkerig en glad aan bij vochtig weer. Het vlees is gelatineachtig van consistentie en doorschijnend.
Steel
De steel is 2 tot 8 cm lang, de diameter is 3 tot 10 mm, hij is naar beneden toe iets verdikt. Het oppervlak van de steel is glad of voelt schilferig aan door kleine korrels op de huid en wordt slijmerig bij vochtig weer. De steel is qua kleur vergelijkbaar met de hoed, maar is meestal lichter en geler. De binnenkant van de steel is hol en gevuld met een slijmerige gel.

### Microscopische kenmerken
De asci zijn cilindrisch tot clavaat en zijn 140-160 × 8-10 µm groot. De ascosporen zijn hyaliene, glad, langwerpig-sikkelvormig, hebben vier tot zeven septa en meten 16-25 × 4-6 µm. De parafysen zijn draadvormig en gedeeltelijk vertakt.

## Verspreiding
Het verspreidingsgebied strekt zich uit over Noord-Amerika en Centraal-Europa.